# Volta a Rio Grande do Sul
La Volta a Rio Grande do Sul és una cursa ciclista per etapes que es disputa a l'estat de Rio Grande do Sul (Brasil). La primera edició es va disputar el 2001 amb el nom de Volta a Gravataí i el 2009 va entrar a formar part del calendari de l'UCI Amèrica Tour. El 2012 i 2013 no es va disputar, i el 2014 va tornar, amb el nom actual.

## Palmarès
| Any  | Vencedor            | Segon              | Tercer             |
| ---- | ------------------- | ------------------ | ------------------ |
| 2007 | Carlos Manarelli    | Rodrigo Nascimento | Cleiton Fadanelli  |
| 2008 | Soelito Gohr        | Nilceu dos Santos  | Daniel Rogelin     |
| 2009 | Ramiro Cabrera      | Flávio Cardoso     | Eduardo Pinheiro   |
| 2010 | Jaime Castañeda     | Juan Pablo Suárez  | Antônio Nascimento |
| 2011 | Renato Seabra       | José Eriberto      | Antônio Nascimento |
| 2014 | José Luis Rodríguez | Óscar Sánchez      | Gregolry Panizo    |
| 2015 | Byron Guamá         | William Chiarello  | Renato Ruiz        |
| 2016 | Murilo Affonso      | Kleber Ramos       | Alan Maniezzo      |